# كوشينجار
كوشينجار رمزها «KU» (بالإنجليزية: Kushinagar)‏ ، هو تقسيم إداري لدولة الهند تتبع ولاية أتر برديش (بالإنجليزية: Uttar  Pradesh)‏ ، مركزها هو مدينة بادراوانا (بالإنجليزية: Padarauna)‏ عدد سكانها حسب تعداد سنة 2001 هو 2,891,933 ، مساحتها 2,909 كم² وكثافة السكان 994 لكل كم² .

## أعلام
- غوتاما بودا
- ساتشيداناندا فاتسيايان